# Forum jeunesse de l'île de Montréal
Le Forum jeunesse de l’île de Montréal est un comité de Concertation Montréal (anciennement la Conférence régionale des élus de Montréal) qui a pour mission de représenter les organisations jeunesse de la région. Son conseil d'administration est composé de 17 jeunes œuvrant dans les milieux socioéconomique, sociocommunautaire, de l'éducation, du travail et de l'employabilité, de la diversité et de la défense des droits, de la qualité de vie, des arts et de la culture, de l’environnement ainsi que des sports et loisir.Il coordonne des projets, défend les intérêts et porte la voix des jeunes âgés de 12 à 30 ans. Le FJÎM inscrit son action politique dans un cadre non partisan.

## Historique
Le Forum jeunesse de l'île de Montréal (FJÎM) a été fondé lors de l'Événement régional jeunesse de l'île de Montréal, les 21 et 22 janvier 2000. À cette occasion, près de 300 jeunes provenant de divers organismes jeunesse ont procédé, pour la première fois, à l'élection des représentants du Forum jeunesse. Les nombreux participants ont également profité de l’occasion pour identifier des priorités jeunesse les concernant telles que l'emploi, l'éducation, la santé, l'habitation, les services sociaux, la justice, les arts, la culture et les loisirs, les difficultés liées à l'adolescence ainsi que l'accès et l'influence des jeunes dans les lieux décisionnels. Depuis 2000, l'Événement régional jeunesse a lieu chaque printemps et permet au Forum jeunesse de faire le bilan de l’année qui vient de se terminer, de concerter les organismes jeunesse sur les réalités et défis montréalais permettant ainsi d’orienter ses actions et de procéder à l’élection de ses représentants.
Jusqu'en 2015, le Forum jeunesse de l'île de Montréal obtenait son financement du Secrétariat à la jeunesse du gouvernement du Québec. En avril 2015, le gouvernement du Québec a annoncé l'abolition du financement des forums jeunesses régionaux. Le Forum jeunesse de l'île de Montréal a pu poursuivre ses activités en devenant un comité de Concertation Montréal (l'organisation remplaçant la Conférence régionale des élus de Montréal).

## Réalisations

### Prends ta place!
Le projet Prends ta place! est un vaste programme visant à sensibiliser les jeunes à l'importance de s'impliquer dans leur milieu. De plus, par le biais de ce programme, le FJÎM incite les organismes montréalais à faire une place aux jeunes au sein de leurs instances. Des formations sont disponibles autant pour les jeunes que pour les organismes. De plus trois guides ont été produits pour aider les jeunes et les organismes : Le guide de l'engagement : Tant de façons de prendre sa place, Le guide des jeunes : Prends ta place! et Le guide des organismes : Six étapes pour faire une place aux jeunes et Le Guide prendstaplace.com.

### Participation électorale
Le FJÎM a participe activement à chaque campagne électorale d'une part en sensibilisant les jeunes à l'importance d'aller voter, mais aussi en portant les revendications des jeunes auprès des candidats.

### Fonds régional d'investissement jeunesse(FRIJ)
Pour la région de Montréal, les représentants du Forum jeunesse ont géré, de 2003 à 2015, plus de 1 M $ par année du Fonds régional d'investissement jeunesse (FRIJ). Le FJÎM disposait de trois programmes de financement : les projets locaux et régionaux (PLR), les projets régionaux concertés (PRC) et les actions jeunesses structurantes (AJS). Chaque programme d'adressait à un type de projet particulier et était soumis à des règles de financement particulières. À travers les années, plus de 20 M$ ont été injectés afin de mettre en œuvre plus de 300 projets.

## Structure
Le conseil d'administration du Forum jeunesse de l’île de Montréal est composé de 17 jeunes administrateurs élus pour un mandat de deux ans lors de l'Évènement régional jeunesse annuel. Tous les membres organisationnels du FJÎM peuvent présenter un candidat âgé de 12 à 35 ans lors de ce scrutin pour représenter leur secteur d'activité.
Secteur travail et employabilité (1 siège) : Organismes œuvrant dans les domaines de l’insertion et de l’intégration des jeunes en emploi et de la défense des jeunes travailleurs dans le domaine du travail, des travailleurs autonomes, etc.
Secteur socioéconomique (2 sièges) : Organismes œuvrant dans les domaines de l’organisation syndicale, du développement économique, des problématiques reliées au revenu, des gens d’affaires, des clubs d’entrepreneuriat, de l’économie sociale et solidaire, etc.
Secteur sociocommunautaire (3 sièges) : Organismes œuvrant dans les domaines de la santé et des services sociaux, de l’insertion sociale, des services aux citoyens, etc.
Secteur qualité de vie (1 siège) : Organismes œuvrant dans les domaines de l’hébergement, de l’habitation, de l’alimentation, du transport, etc.
Secteur diversité – défense de droits (3 sièges) : Organismes œuvrant dans les domaines des droits de la personne particulièrement des groupes de femmes, personnes handicapées, minorités visibles et communautés culturelles, personnes allosexuelles et personnes autochtones.
Secteur de l’éducation (3 sièges) : Associations étudiantes des écoles secondaires, des cégeps, des universités et de l’éducation aux adultes et organismes de lutte contre le décrochage scolaire.
Secteur des arts et de la culture (1 siège) : Organismes œuvrant dans le domaine des arts et de la culture.
Secteur des sports et loisirs (1 siège) : Organismes œuvrant dans le domaine des loisirs et des sports.
Secteur environnement (1 siège) : Organismes œuvrant dans le domaine de l'environnement et du développement durable.
Siège des membres individuels (1 siège).